# Hermann Auernhammer
Hermann Auernhammer (* 23. August 1941 in Weißenburg in Bayern) ist ein emeritierter Professor für Technik in Pflanzenbau und Landschaftspflege. Er gilt als einer der Pioniere der modernen Landtechnik und des Precision Farming.
Auernhammer absolvierte eine Landwirtschaftslehre und arbeitete als Gehilfe und landwirtschaftlicher Baumeister, gefolgt vom Besuch der Berufsaufbauschule und der Ingenieurschule für Landbau. Später studierte er Landwirtschaft an der TU München in Freising-Weihenstephan. Daran schloss sich ein pädagogisches Ergänzungsstudium für das Höhere Lehramt an beruflichen Schulen an.
Seine wissenschaftliche Laufbahn begann er 1971 als Wissenschaftlicher Mitarbeiter am Institut für Landtechnik der TU München in Weihenstephan. 1975 promovierte er; 1990 folgte die Habilitation. Von 1996 bis 2007 war er Professor für Technik in Pflanzenbau und Landschaftspflege.
Im Jahr 2001 bekam Auernhammer von der Deutschen Bundesstiftung Umwelt den Bundesumweltpreis verliehen. In der Begründung für die Verleihung heißt es:
„Von besonderer Bedeutung sind seine Arbeiten zur Standardisierung elektronischer Kommunikation in der Landtechnik. Mit der federführenden Entwicklung des Landwirtschaftlichen BUS-Systems (LBS) und der Nutzung von Global Positioning Systems (GPS) wurden von ihm wichtige Grundlagen für das Precision Farming entwickelt.“

## Mitgliedschaften
- Max-Eyth-Gesellschaft (MEG) Agrartechnik im Verein Deutscher Ingenieure (VDI)
- hier Programmausschussvorsitzender „Tagung Landtechnik“ im VDI-MEG
- Deutsche Landwirtschafts-Gesellschaft (DLG) e. V.
- Gesellschaft für Informatik in der Land-, Forst- und Ernährungswirtschaft (GIL)
- European Society of Agriculturary Engineers (EurAgEng)
- American Society of Agriculturary Engineers (ASAE)
- Club of Bologna
- Mitarbeit bei der internationalen Normung im TC23/SC19/WG3

## Ehrungen und Auszeichnungen
- 1983: Thurn und Taxis Förderpreis für die Landwirtschaft
- 1990: Max-Eyth-Gedenkmünze der MEG
- 1995: Bundesverdienstkreuz am Bande des Verdienstordens der Bundesrepublik Deutschland
- 1998: Max Eyth-Gedenkmünze in Silber der DLG
- 1998: Internationaler DigiGlobe für den Bereich „Wirtschaft und Politik“ von FOCUS/TELEKOM
- 2001: Bundesumweltpreis 2001 der Deutschen Bundesstiftung Umwelt
- 2007: “Großer Bayerischer Löwe” des Bayerischen Staatsministeriums für Landwirtschaft und Forsten
- 2007: Precision Farming Award Skiathos, Griechenland
- 2010: Recognition Award der EurAgEng Clermont-Ferrand, Frankreich